# Hajar Jbilou
Hajar Jbilou (en arabe : هاجر جبيلو), née le 30 août 2004 à Rabat (Maroc), est une footballeuse internationale marocaine.

## Biographie

### Carrière en club
Hajar Jbilou se forme au FUS de Rabat puis à l'AS FAR avec qui elle remporte en 2021 le championnat national des moins de 17 ans.
Elle participe avec l'AS FAR à la première édition de la Ligue des champions féminine en s'illustrant notamment avec un but lors du tour préliminaire, contre le club tunisien de l'AS Banque de l'Habitat le 30 juillet 2021 à Berkane. Bien qu'elle soit dans le groupe retenu par Abdallah Haidamou, elle n'entre en jeu à aucun des matchs de la phase finale organisée en Égypte durant le mois de novembre de la même année. Le club marocain termine à la 3e place.
Hajar Jbilou est prêtée en 2022 à la Renaissance sportive de Berkane qui évolue en deuxième division. Après avoir disputé la première partie de saison, elle fait son retour à l'AS FAR lors de la trêve hivernale,

### Carrière internationale

#### Maroc -17 ans
Hajar Jbilou est convoquée par Lamia Boumehdi pour participer aux qualifications de la Coupe du monde des moins de 17 ans 2020 et prend part à la double confrontation contre Djibouti durant le mois de janvier 2020. Buteuse au match aller le 10 janvier 2020 à Djibouti, elle s'illustre aussi au match retour le 24 janvier 2020 à Salé en inscrivant un doublé. Le Maroc s'impose lors des deux matchs par le même score (7-0).
Lors du tour suivant, le Maroc affronte le Botswana. Si le match aller à Gaborone le 28 février 2020 se termine sur une victoire marocaine (0-1), le match retour n'a pas lieu en raison de la Pandémie de Covid-19. La compétition s'arrête et les qualifications sont annulées.

#### Maroc -20 ans
Convoquée par Patrick Cordoba, elle participe avec la sélection marocaine des -20 ans au qualifications à la Coupe du monde.
Le 12 décembre 2021, Jbilou s'illustre en inscrivant un des buts de la victoire contre la Gambie (6-0) comptant pour le match retour du troisième tour. Mais le Maroc ne parvient pas à décrocher son ticket pour la phase finale au Costa Rica puis qu'il se fait sortir au tour suivant par le Sénégal aux tirs au but.
La sélection affronte le Botswana en septembre 2023 pour deux matchs amicaux dans le but de préparer les qualifications à la Coupe du monde 2024. Hajar Jbilou s'illustre avec un but et une passe décisive lors de la première rencontre qui se termine sur une victoire 6 à 0.
Durant le mois d'octobre 2023, le Maroc fait son entrée en lice pour les qualifications de la Coupe du monde 2024 et affronte le Burkina Faso en match aller-retour à El Jadida. Le Maroc remporte la première rencontre (4-0) tandis que le match retour se termine sur un nul (1-1). Convoquée, Hajar Jbilou dispute le deuxième match en tant que titulaire.
Vient alors le 4e et dernier tour qui voit la sélection être opposée à l'Éthiopie. Après une victoire 2-0 au match aller le 13 janvier 2024 à El Jadida, le Maroc parvient à se qualifier à la phase finale pour la première fois de l'histoire de la sélection, malgré la défaite (1-0) au match retour à Addis-Abeba. Hajar Jbilou dispute cette double confrontation finale,.
Qualifiée alors pour la Coupe du monde 2024, la sélection poursuit sa préparation à la compétition et se déplace à Avignon durant le mois de mai pour participer au tournoi annuel de la Sud Ladies Cup. Le Maroc se classe à la 4e place après avoir affrontr la France (défaite 3-0), Panama (victoire 2-1) et le Japon (défaite 4-2). Hajar Jbilou est titularisée contre la France et le Panama contre qui elle inscrit le but victorieux. Toutefois, elle est suspendue pour le match de la 3e place, contre le Japon qui voit les Marocaines s'incliner 4-2.

#### Maroc -23 ans
Hajar Jbilou est sélectionnée par Dimitri Lipoff pour participer aux Jeux africains d'Accra en mars 2024.

#### Équipe du Maroc
Elle reçoit une première convocation en équipe du Maroc de la part de Reynald Pedros pour participer à une double confrontation face à l'Irlande à Marbella durant le mois de novembre 2022.
Le 14 novembre 2022, elle honore sa première sélection à l'âge de 18 ans en entrant en jeu contre la république d'Irlande à la place de Sakina Ouzraoui Diki à la 77e minute. La rencontre se solde par une défaite marocaine (4-0).

## Statistiques

### En sélection

#### Maroc -23 ans
| # | Date        | Stade                     | Adversaire | Résultat | Minutes | Compétition         | But inscrit | Passe décisive | Club   |
| - | ----------- | ------------------------- | ---------- | -------- | ------- | ------------------- | ----------- | -------------- | ------ |
| 1 | 8 mars 2024 | Cape Coast Sports Stadium | Nigeria    | 2 – 0    | 90      | Jeux africains 2023 | 0           | 0              | AS FAR |

| Résultat : - G = Match gagné - N = Match nul - P = Match perdu |

#### Équipe du Maroc
Le tableau suivant recense les matchs avec l'équipe du Maroc auxquels Hajar Jbilou a participé :
| # | Date             | Stade                 | Adversaire           | Résultat | Minutes | Compétition  | But inscrit | Passe décisive | Club |
| - | ---------------- | --------------------- | -------------------- | -------- | ------- | ------------ | ----------- | -------------- | ---- |
| 1 | 14 novembre 2022 | Marbella Sport Center | République d'Irlande | 4 – 0    | 13      | Match amical | 0           | 0              | RSB  |

| Résultat : - G = Match gagné - N = Match nul - P = Match perdu |

## Palmarès
AS FAR (3) :
- Championnat du Maroc (2):
  - Championne : 2021, 2022
- Coupe du Trône (1):
  - Vainqueur : 2020
- Ligue des champions de la CAF  :
  -  3e place : 2021